# Роуз Хил
Лилиън Роуз Хил (на английски: Lilian Rose Hill, 1914 – 2003) е английска актриса, най-известна с ролята си на Мадам Фани Ла Фан в сериала „Ало, ало!“.

## Ранни години
Родена е в Лондон. Печели стипендия на Общинското училище за музика и драма. Дебютира в операта през 1939 и дълги години е оперна певица.

## Кариера в киното и телевизията
Кариерата в киното и телевизията на Роуз Хил започва през 1958 с филма „The Bank Raiders“ и завършва през 1994 с „ A Touch of Frost“. Най-известната и най-продължителната ѝ роля е мадам Фани ла Фан в британския ситком „Ало, ало!“. Играе в него от 1982 до 1992 г.
Умира на 22 декември 2003 в Хилингдън, Англия, на 89 години.